# مقاطعة بسكراغاي
مقاطعة بسكراغاي (بالكازاخية: Бесқарағай ауданы)، هي مقاطعة في أوبليس كازاخستان الشرقي، وتقع شرق كازاخستان.

## جغرافيا
المركز الإداري للمقاطعة بسكراغاي.

## السكان
بلغ عدد سكان المقاطعة 21052 سنة 2013.